# Liste du patrimoine immobilier classé de Martelange
Cette page regroupe l'ensemble du patrimoine immobilier classé de la commune belge de Martelange.
| Objet | Année de construction / Architecte | Adresse                    | Section communale | Coordonnées                      | Numéro d’inventaire | Illustration              |
| --- | ---------------------------------- | -------------------------- | ----------------- | -------------------------------- | ------------------- | ------------------------- |
| Taillis à écorces, in der Wolsch                                                                                               |                                    |                            |                   | 49° 51′ 11″ nord, 5° 44′ 38″ est | 81013-CLT-0001-01   | Image manquanteTéléverser |
| Lavoir, Grand'Rue | 1866 Benoît Weber (restauration)   | Impasse de la rue du Musée |                   | 49° 49′ 51″ nord, 5° 44′ 17″ est | 81013-CLT-0002-01   | Image manquanteTéléverser |
| Totalité de la chapelle Saint-Joseph de Grumelange (intérieur et extérieur) (M) et établissement d'une zone de protection (ZP) |                                    | Grumelange                 |                   | 49° 50′ 47″ nord, 5° 45′ 18″ est | 81013-CLT-0003-01   | Image manquanteTéléverser |